# Патрік Блондо
Патрік Блондо (фр. Patrick Blondeau, нар. 27 січня 1968, Марсель) — французький футболіст, що грав на позиції захисника.
Виступав, зокрема, за клуб «Монако», а також національну збірну Франції.
Чемпіон Франції. Володар Кубка Франції. 

## Клубна кар'єра
У дорослому футболі дебютував 1987 року виступами за команду клубу «Мартіг», в якій провів два сезони, взявши участь у 50 матчах чемпіонату. 
Своєю грою за цю команду привернув увагу представників тренерського штабу клубу «Монако», до складу якого приєднався 1989 року. Відіграв за команду з Монако наступні вісім сезонів своєї ігрової кар'єри. Протягом цього етапу кар'єри ставав чемпіоном Франції (у 1997) та володарем національного Кубку (у 1991). «Монако» з Патріком Блондо у складі також доходило до фіналу Кубка володарів кубків 1992 та фіналу Кубка УЄФА 1999, проте в обох випадках зупинялося у кроці від здобуття європейського трофею.
Згодом з 1997 по 2002 рік грав у складі команд клубів «Шеффілд Венсдей», «Бордо», «Марсель» та «Вотфорд».
Завершив професійну ігрову кар'єру у клубі «Кретей», за команду якого виступав протягом 2002—2005 років.

## Виступи за збірну
1997 року провів два офіційні матчі у складі національної збірної Франції.

## Титули і досягнення
- Чемпіон Франції (1):

«Монако»: 1996-1997
- Володар Кубка Франції (1):

«Монако»: 1990-1991